# Vlatko Đolonga
Vlatko Đolonga (Split, 30. rujna 1976.) hrvatski nogometaš.
Počeo je igrati nogomet u osnovnoj školi igrajući za NK Split. Nakon jednogodišnje stanke, prošao je probu za juniore Hajduka, te počeo igrati u pomlatku splitskog kluba. Kao junior otišao je na posudbu u Uskok, no, tamo je ozlijedio meniskus i po povratku u Split nisu s njim htjeli potpisati profesionalni ugovor, te je napustio klub i otišao u Solin, pa kasnije Orijent.
Uslijedilo je razdoblje u Hrvatskom dragovoljcu iz Sigeta. Tamo se "Đole" dobro snašao, te istaknuo preciznim slobodnjacima i topovskim udarcem, pa je jednom prilikom s centra igrališta pogodio gredu. Dobrim je igrama zaradio inozeman transfer španjolsku Primeru, točnije, Aláves u čijem je dresu zabilježio tek pokoji ulazak s klupe. Čim je sportski direktor Hajduka, Ivica Šurjak otvorio mogućnost da se Đolonga vrati u klub to je i učinjeno. 
Narednih nekoliko sezona uspio je biti koliko-toliko standardan. Za vrijeme izbornika Mirka Jozića uspio je zabilježiti 3 ulaska s klupe za reprezentaciju. U Hajduku se isprva iskazao kao dobar lijevi vezni, pa zatim i stoper. Kasnije je za njega bilo osigurano mjesto lijevog braniča. Jednim svojim slobodnjakom riješio je derbi s Dinamom, a kratko je razdoblje pod vodstvom Ćire Blaževića nosio kapetansku traku. Nažalost, vrlo neuspješno jer je to bilo kada je klub potopljen u Ligi prvaka od strane mađarskog Debrecena. S vremenom je izgubio svoje mjesto u momčadi i početkom 2007. počeo tražiti kakav-takav inozemni angažman u Kini, ili odlazak u Zadar. No, ostao je u klubu, napustivši ga na ljeto po isteku ugovora. 
Sredinom rujna 2007. postao je igračem drugoligaša Mosora, no, već nakon 2 utakmice raskinuo je ugovor na želju kluba.
Statistika u Hajduku
| Natjecanje        | Nastupi | Zgoditci |
| ----------------- | ------- | -------- |
| Prvenstvo         | 110     | 16       |
| Kup               | 20      | 3        |
| Superkup          | 3       | 0        |
| Međunarodne       | 15      | 1        |
| Splitski podsavez | 0       | 0        |
| Ukupno            | 148     | 20       |
| Prijateljske      | 32      | 9        |
| Sveukupno         | 180     | 29       |

1. ↑  Profili svih igrača – Statistika na službenim stranicama HNK Hajduka. hajduk.hr. HNK Hajduk Split.